# Стадион Локомотиве (Москва)
Стадион Локомотиве је фудбалски стадион који се налази у Москви. На њему утакмице игра Локомотива Москва и фудбалска репрезентација Русије.

## Историја
На месту садашњег стадиона 1935. је изграђен стадион „Сталинец“ капацитета 30.000 гледалаца. Тај стадион је срушен да би се направио модернији стадион, па је 17. августа 1966. званично отворен нови стадион Локомотиве капацитета 30.000 гледалаца. Иако је стадион Локомотиве и даље био у добром стању, управа Локомотиве Москва је одлучила да сагради нови стадион, градња новог стадиона је почела 2000. Реконструисани стадион Локомотиве је свечано отворен 5. јула 2002. мечом између Локомотиве и Уралана.